# Enrico Caruso
Enrico Caruso (n. 25 februarie 1873 – d. 2 august 1921) a fost unul dintre cei mai faimoși tenori din istoria operei.  Caruso a fost cel mai popular cântăreț în toate genurile muzicale ai primilor 20 de ani ai secolului 20 și unul dintre pionierii muzicii înregistrate.  Înregistrările numeroase ale repertoriului său, precum și vocea sa extraordinară, cunoscută pentru frumusețea și intensitatea sa, atât pentru registrul său vocal, dar și pentru forța și amplitudinea sa, au făcut din Enrico Caruso una din cele mai cunoscute personalități artistice ale timpului său.

## Literatură
- "Tenor of Love"
- "Antonio's Wife"